# Piret Kalda

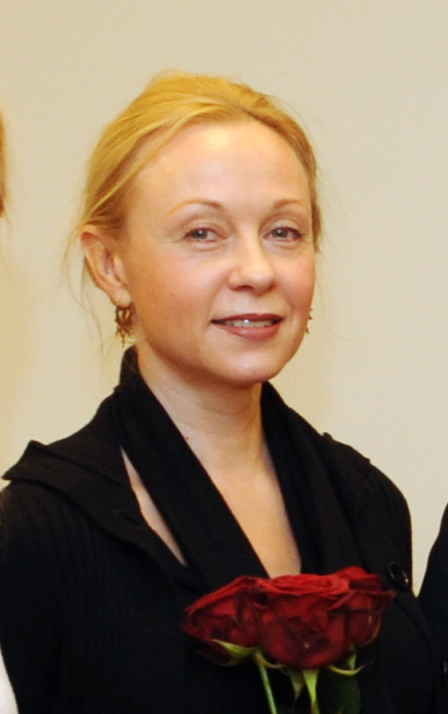
Piret Kalda (2013)

Piret Kalda (* 4. Februar 1966 in Tartu) ist eine estnische Theater- und Filmschauspielerin.

## Leben
Piret Kalda studierte Schauspiel am Konservatorium Tallinn und wurde nach ihrem Abschluss 1988 als Theater-Schauspielerin am Tallinna Linnateater tätig. Ab den 1990er Jahren wurde sie auch für Film und Fernsehrollen angefragt. Für die Hauptrolle der „Ulla“ in der Comedyserie Papad Mammad (2016–2018) wurde sie zweimal für den estnischen Film- und Fernsehpreis nominiert.

## Filmografie (Auswahl)
- 1991: Surmatants
- 1995: Wikmani poisid (Miniserie, 7 Folgen)
- 1998: Ristumine peateega
- 2003: Ramona (Miniserie, eine Folge)
- 2005: Röövlirahnu Martin
- 2006: Lotte im Dorf der Erfinder (Leiutajateküla Lotte, Zeichentrickfilm, Stimme)
- 2006–2007: Ohtlik lend (Fernsehserie, 14 Folgen)
- 2007: Kuhu põgenevad hinged
- 2008: Detsembrikuumus
- 2012: Eine Dame in Paris (Une Estonienne à Paris)
- 2015: Die Kinder des Fechters (Miekkailija)
- 2016–2018: Papad Mammad (Fernsehserie)